# Mogambo

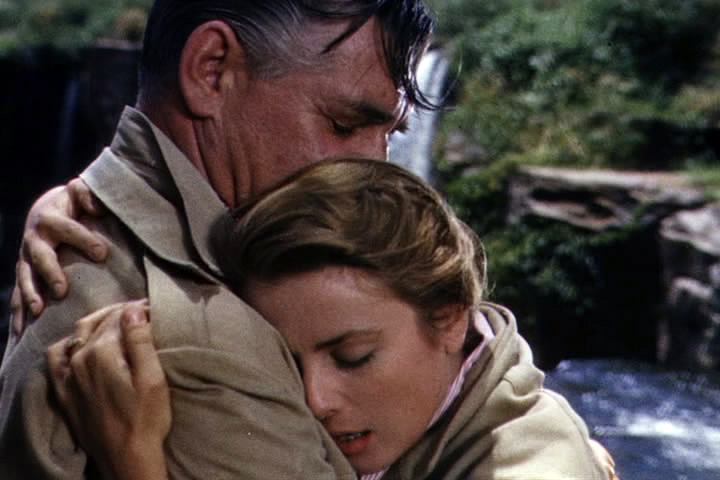
Clark Gable i Grace Kelly w Mogambo (1953)

Mogambo – amerykański film przygodowy z 1953 roku w reżyserii Johna Forda na podstawie sztuki Wilsona Collisona.

## Fabuła
Victor Marswell (Clark Gable) mieszka w Afryce, w Kenii, gdzie zajmuje się łapaniem zwierząt dla ogrodów zoologicznych. Pewnego dnia do jego obozu trafia wyzywająca Eloise „Honey Bear” Kelly (Ava Gardner). Victor początkowo nie jest zadowolony z tej wizyty, ale potem wdaje się z przybyszką w przelotny romans. Wkrótce po niej przybywa do obozu angielski antropolog  z piękną żoną Lindą (Grace Kelly), która robi na Victorze duże wrażenie. Narasta napięcie między obydwiema kobietami.

## Obsada
- Clark Gable – Victor Marswell
- Ava Gardner – Eloise „Honey Bear” Kelly
- Grace Kelly – Linda Nordley
- Donald Sinden – Donald Nordley
- Philip Stainton – John Brown-Pryce
- Eric Pohlmann – Leon Boltchak
- Laurence Naismith – Skipper
- Denis O’Dea – Ojciec Josef

## Nagrody i nominacje
- Złoty Glob dla najlepszej aktorki drugoplanowej (Grace Kelly)
- Nominacja do Oscara dla najlepszej aktorki pierwszoplanowej (Ava Gardner)
- Nominacja do Oscara dla najlepszej aktorki drugoplanowej (Grace Kelly)
- Nominacja do Nagrody Brytyjskiej Akademii Filmowej (BAFTA) za najlepszy film zagraniczny